# ウラ (女真国家)
ウラ (満洲語：ᡠᠯᠠ, 転写：Ula, 漢文：烏拉または兀喇、烏喇とも) は、明朝中後期に存在した女真人の部落または国家(興：1561-亡：1613) で、海西女真四部の内の一。スンガリ･ウラ (松花江) 上流に割拠し、同地域に築成した居城、ウラ･ホトン (城)の名に因んで命名された。
ウラとは満洲語で大河の意である。その支配者はウラナラ氏を名告った。
ウラはナラ氏の始祖のナチブルが樹立したフルン･グルン (扈倫国) にまで遡ることができる。フルンがモンゴルの東征を受けて衰亡すると、その後裔であるブヤンはウラ諸部を再び統一してベイレを称し、ウラ･グルンを樹立した。当初は同族分派の萬汗率いるハダ･グルンに従属したが、萬の死を承けてハダ国内が混乱すると、ブヤンの孫のマンタイがそれに乗じてハダの支配から脱した。
強大化したウラは建州部に勃興したヌルハチとの間に摩擦をうむようになり、周辺国と聯合してヌルハチに侵攻した。しかし聯合軍は大敗を喫し、マンタイの弟のブジャンタイが捕虜にされ（古勒山の戦）、これを境にウラと建州部との力関係に変化が生じた。また、マンタイはその後、視察に赴いた辺境地で刺殺された。
マンタイの殺害を受けてヌルハチに送還されたブジャンタイはウラ国主に即位したが、ヌルハチと盟約を交わす一方で覇権への野心を捨てきれず、イェヘと裏で手を結び、自らもハンを称して度々ヌルハチと敵対した。しかし敗北と媾和を繰り返し、最終的にヌルハチ軍の侵攻を受けてイェヘに逃亡し、ウラは滅びた。
最盛期のウラの勢力は、東は朝鮮、北は現在の黒竜江省省牡丹江とロシア極東のハンカ湖、西はホイファ、南はイェヘと国境を接するにまで達し、人口は30万を超えていた。居城ウラ･ホトンは最盛期に「東方第一大城」の異名をとり、「烏喇部，貝勒家，層楼復殿飛丹霞」（意訳：ウラの邦 大王たちの 大殿は 幾重も高く 映ゆる夕雲）と謳われた。ウラが建国された時、女真文字はすでに廃れ、公用文字もなかった為、国内、特に上層階級では漢字とモンゴル文字を使用して、別の女真部落や明朝、モンゴルの各部と交信した。

## 略歴

### 前身と建国初期
ウラの歴史は、ナラ氏の始祖・ナチブルが樹立した女真部落連盟、フルン･グルンにまで遡ることができる。ナチブルは、スワン地方に代々居住したシベ部の仏爾和王を補佐したが、後にシベ王の支配から逃れ、ウラ･ホンニ･ホトンに部民を集めてフルン国主を称した。明朝はそれに対して“黙認”の態度をとった。
第３代国主のギヤマカの代には、土木の変後のトクトア･ブハ･ハーンによる海西女真征討の影響を受け、フルンの勢力は衰頽して虫の息となっていた。この時に南遷した同族の一派が、後にハダ国として独立し、ハダ･ナラ氏の始祖となった（参照：「萬」）。
　　参照：「ブヤン」
1561年、第6代国主の子のブヤンはウラ諸部族を再度統一し、居城であるウラ･ホンニ･ホトンを拡張してウラ･ホトンに改称、更にベイレを称し、国号をウラとした。これがウラ地方のナラ氏ことウラ･ナラ氏の肇まりである。
ブヤンと子のブガンの在位中は、ハダ国主のワン(萬、ブヤンと同じくナチブルの昆孫) が女真諸部の覇者として強勢を誇っていた為、ウラもそれに従属した。ウラは、先祖と利益を同じうするハダの地位を極力擁護し、明朝への朝貢においてもハダを通すことを忘れなかった。

### 勃興
萬の死後、第2代ハダ国主のフルガンが即位するも僅か一年で病死、萬の三子のカングル、五子のメンゲブル、孫のダイシャン(歹商)による三つ巴の地位争奪戦が起り、ハダは混乱に陥った。
ウラは機に乗じてハダの支配から脱すると、同じく海西四部の一つであるイェヘと共謀してスワン (蘇完) 部を占領し、旧領・スイハ･ホトンを奪回した。スワン部主のグヮルギャ氏ソルゴと子のフュンドンらは南方の建州に帰順し、イェヘに占領されたシベの部主はイェヘ軍に投降した。
フルガンの死後を継いで第3代ハダ国主に即位したカングルが病死すると、実力を蓄えたウラからの後押しを受けて、メンゲブルが即位し、メンゲブルは更に母・温姐がイェヘ国主・ブジャイの伯母である縁故から、イェヘからも強力な援助を得て、弟のダイシャンを殺害した。こうしてメンゲブルのハダ国主としての地位は確乎たるものとなった。
一方、ヌルハチは建州諸部を併呑吸収し、次第に海西女真にとって脅威となりつつあった。
当時実力をつけていたウラは、海西四部の盟主を次第に狙うようになった。しかしイェヘの軍事力は当時それを凌駕するものがあり、西はモンゴルと手を結び、メンゲブル即位後はハダの支持も取り付けて名声を轟かせ、加えて明朝からの支持を得ていた為、マンタイの計画は頓挫した。
1592年、バインダリが叔父七人を殺害してホイファ国主となると、迫害を懼れた一部の族衆がイェヘ国に亡命した。イェヘが難民の要望に応えてホイファに出兵した為、ホイファはウラに救援を求めたが、ブジャンタイの周旋の下、ホイファがイェヘの盟主としての地位を認めたことで、係争は解消された。続いてブジャイから娘を降嫁されたことで、ウラもついにイェヘの盟主としての地位を認めるに至った。

### 覇権争い
1593年、イェヘを筆頭とし兵30,000を擁する九国連合軍がグレ (古勒) の山で兵数百のヌルハチ軍に大敗した。イェヘ国主が殺され、ブジャンタイが捕縛された。(→ 詳細：古勒山の戦)
1596年、マンタイが視察先の辺境地で長子・撮胡里とともに刺殺され、ヌルハチは直ちにブジャンタイをウラに護送し、不穏者を排除して国主に即位させた。ブジャンタイは国内を安定させるべく、北方の諸部を征服し、東海女真の朝貢の要路を掌握した。ウラと建州は５度和親 (国家間で姻戚関係を結ぶこと) し、7度盟約を結んだ。しかしブジャンタイは内心でヌルハチという外戚を警戒し、却ってイェヘやモンゴル諸部との関係を強化した。(→ 詳細：ブジャンタイ)
1602年、ブジャンタイがハーンを称したことで、ウラと建州の同盟関係は六年に満たず終りを迎えた。
1607年、離叛した配下の東海女真がヌルハチに帰属しようとした為、阻止しようと将帥のボクドを送り込むも、ボクドが討取られて惨敗。軍事力に大打撃を受け、勢力も縮小し、弱体化が始まった。(→ 詳細：烏碣岩の戦)
1608年、弱体化したウラの潰滅を企てたヌルハチの攻撃で、難攻要塞であるイハンアリン城が陥落した。その後、数年に亘ってウラ配下の東海女真が建州部に併呑された。(→ 詳細：宜罕山の戦)
1612年、傍若無人なブジャンタイの態度に業を煮やしたヌルハチが、ウラ属下の村々を穀物もろとも焼払い、ブジャンタイが息子を含む多くの子供を人質に差出すはめになった戦役。(→ 詳細：烏拉河の戦)。これ以降、ウラ･ホトンは愈々建州部の軍事的脅威の下に晒されることとなった。

### 滅亡
1613年1月、ヌルハチは精鋭を揃えてウラ･ホトンを襲撃し、立続けに3つの城を陥落させた。ブジャンタイは次子のダラム（達拉穆）に城の防衛を任せ、自ら兵30,000を率いてフルハ･ホトンで抗戦した。両軍とも熾烈な戦闘を繰り広げ、双方共に大勢の死傷者を出したが、最終的に建州軍が奇襲してウラ･ホトンを占領し、ダラムは敗戦とともに自害、ブジャンタイは軍を率いて戻ったが時すでに遅し、1,000あまりの兵を連れて南方のイェヘに逃亡した。ウラはここに滅亡した。ウラの領民は悉くヌルハチに併呑され、後、跡地には打牲烏拉総管衙門が設置されて、清代における朝貢の玄関口の一つとなった。
1616年、ヌルハチがアイシン･グルンを樹立すると、イェヘに身を寄せるブジャンタイは、アイシンに従属するホイファ･ホトンに侵攻してウラを再興させようと画策したが、失敗に終わり、イェヘで客死した。ブジャンタイの八子・洪匡もウラの再興を図ったが、敗北の末に戦死した。マンタイの次子のナムダリ(納穆達里)は寧古塔に移って引き続きベイレを自称したが、その死後、子のバインタイジュ(拜音泰柱)の代で清朝に帰順した。

## 政治体制
ウラは国主とベイレの世襲制を施行し、内政、軍事、外交は全て一人の手に握られていた。初期は宗族合議制度を布いていたが、ブジャンタイがハーンを称して以降、徐々に集権化され、合議は形式化された。
通常の議政においては、宗族とベイレを除いては、ジャルグチが顧問を務めた。ウラの高級官僚は「坤」(大臣の意)、中級官僚は「伸」(官吏の意)、下級官僚は「達」(長者の意) とそれぞれ呼ばれた。
また、武将が戦功をあげるとバトゥルの称号が授与された。

## 軍事体制
軍組織は、同時代にヌルハチが創設した八旗制度と異なり、部落連盟制を存続させていた。マンタイ以降は統治も日益しに完備され、勢力規模に因って「部」、「路」、「城」、「屯」という四等級の管理機構が、徭役、徴兵、農耕、漁猟、採珠などといった国内軍政における事務を司った。軍令面では権力簒奪を防ぐ目的から「部」、「路」、「城」のそれぞれの軍隊の編制はすべて国主一人が掌握した。
4等級の機構に上下の別はあったが、縦割りというわけでもなかった。
- 「部」は国主に次ぐ指揮権を持った軍政単位であり、国主に依らず部族内で選挙された部長が統轄し、中にはベイレを称する部長もあった。勢力の大きい「部」は更に一部の「路」や城寨を支配することができ、また大量の勅書と衛印を掌握して、朝貢における相当な権勢を有した。
- 「路」は「部」に次ぐ軍政単位で、路長も部族内から選出された。「路」はそれぞれ十数の部族を管轄し、各部族の頭目は頭人と呼ばれ、その中でも力のある者が酋長となり、更にその中から路長が選ばれるのが一般的であった。「路」は「部」に帰属するが、内政と外交において相当大きな自主権を有した。
- 「城」の多くはウラ･ホトン周辺の江畔や山上に設置され、都城の衛戍の役割を兼ねた。城主あるいは城長と呼ばれる首領により統轄され、ウラ･ホトンに近い「城」ではウラ･グルンからの天下りが城主に就任し、ベイレを称して親政を行ったが、軍令ではあくまでも国主に遵った。ウラ･ホトンから離れた城廓の多くは旧城を再利用したもので、「部」や「路」に帰属し、現地の部民で構成された。
- 「屯」は「城」よりも規模の小さい軍政単位で、屯長が管轄し、路長あるいは城主に帰属した。屯は荘園や村落から構成され、一氏族乃至複数の氏族の集合体であった。氏族の規模により姓長または族長が任命され、族内の戸籍や祭祀、冠婚葬祭などを取り仕切った。

## 外交関係
海西の他三部とは大体において同盟関係を維持し、ホイファおよび同族別系のハダとは実際係争もそれほどなかったが、イェヘとの関係は一定しなかった。
ヌルハチ勃興に脅威を感じたウラは、イェヘと手を組みヌルハチを侵したが、聯合軍が敗れるとそれ以降参加に消極的になった。
娘の婚嫁をウラに約束していたイェヘが、ヌルハチの圧力を受けてウラとの話を反故にした際、イェヘとの関係は硬化したが、ブジャンタイの国主即位後にイェヘの娘がヌルハチへの婚嫁を拒否すると、イェヘとの関係はやや改善をみせ、しかし結局ヌルハチに婚嫁することで話が決まると、イェヘとの関係は最悪となった。
建州部がホイファを討滅すると、海西四部で残ったウラとイェヘはお互いを運命共同体と見做すようになり、再度聯盟を組んで決起したものの敗北し、ブジャンタイはイェヘに逃亡して客死した。
モンゴルの諸部との関係は当初は良いとは言えず、西北部で隣接するホルチン諸部とは国境沿いでの係争が絶えなかった。漠北の車臣部に至っては一万の騎兵を率いてウラを襲ったが、この時はブジャンタイに撃退された。しかしヌルハチが勃興するとホルチンの三ベイレは一転してウラと連携し、グレ(古勒)山での敗戦後も、ミンガン (明安) が建州部に帰順したのを除けばウラとの同盟を続け、その後も緒戦でウラ援護に廻った。
ウラはこの外にチャハル部のリンダン・ハーン、ジャルート部のベク・ベイレ(巴克貝勒)、カルカ部のジャイサイ・ベイレ(斎賽貝勒)らとも交流があった。
明朝との関係は貿易が大部分を占めた。フルン時代は衛所都指揮使の身分で朝貢したが、ウラになると朝貢をやめた。初期の交易はすべてハダを通じ広順関で行われたが、ハダ衰亡後は東海諸部と明朝との貿易を掌握し、交易で得られた油、塩、布、鉄鍋、鋤先などの生活用品を東海諸部に流し、南関市貿を壟断した。ウラと明朝は国境を接しないため直接の軍事的衝突はなかった。

## 経済貿易
ウラの経済は農耕、漁撈、狩猟を主としながら、一定規模の小規模手工業と朝貢貿易市場を擁し、明朝との貿易もウラの財源の重要な一部であった。
当時の有力女真は明朝との朝貢貿易市場 (中原への関門で開催される市場) を擁し、ハダ衰亡に伴って南関市が衰退すると、貿易の重心は次第にイェヘなどが勢力を張る北関地帯に遷移した。ヌルハチと李成梁は撫順と清河の市場をそれぞれ壟断していたが、市場価格を引き下げさせて東海女真諸部の人参、貂 (テン) の皮、真珠などの特産品を買い占めた為、商人はブジャンタイが掌握する開原市場へ流出した。
当時、ウラはアムール河、混同江から開原に至る交易路を支配していた。建州部との和親、同盟以後、ブジャンタイは支配下の東海諸部にヌルハチの撫順関で交易を行わせたが、建州部の市場価格引き下げにより利益が減少し、両者間のすれ違いは深刻化した。
烏碣岩敗戦以後はさらに豆満江流域の支配権を喪失し、東海女真諸部の天然資源に対しても徐々に影響力を失っていった。

## 構成氏族
ウラには72の土著氏族があり、海西四部中では最多であった。国姓のウラナラ氏 (ナラ氏) を除くと、他にグヮルギャ (瓜爾佳) 氏、フチャ (富察) 氏、ウジャラ(烏扎喇)氏、イラリ (伊拉理) 氏、チョルチ(哲爾斉)氏、ソチョロ(索綽羅)氏、ルブリ(魯布里)氏、オジ(鄂済)氏、ウンチェヘン(温徹亨)氏、ハスフ(哈思虎)氏、ワルカ (瓦爾喀) 氏、フルハ(虎爾哈)氏、ジャンジャ (章佳) 氏、タタラ (他塔喇) 氏などがあった。その内イラリ氏はイハン(宜罕)山城へ移住後に改姓したウラと同族別系の氏族で、ハスフ氏もまたウラナラ氏と同族別系である。以上の外にホイファ河流域に住むイルゲンギョロ氏などの外来氏族がある。

## 脚註・参照元
1. ↑  兀喇(『太祖武皇帝實錄』)、烏喇(『太祖高皇帝實錄』)、烏拉(『滿洲實錄』)。
2. ↑  ᡠᠯᠠᡳ ᠠᡳᠮᠠᠨ (Ulai aiman)：ウラの部 (部落) の意。主に『滿洲實錄』。
3. ↑  ᡠᠯᠠ ᡤᡠᡵᡠᠨ (Ula gurun)：ウラ国の意。主に『滿文老檔』。/ ᡠᠯᠠᡳ ᡤᡠᡵᡠᠨ (Ulai gurun)：ウラの国の意。主に『滿洲實錄』。＊「ᡳ (i)は日本語の助詞ノに相当」。
4. ↑  “ᡠᠯᠠ (ula)”. 五體清文鑑譯解. 京都大学文学部内陸アジア研究所. "江。大河。ᠪᡳᡵᠠ (bira：河) より長流広大なるもの。"
5. ↑   吉林满族. 吉林人民出版社. p. 13
6. ↑   乌拉史略. 吉林文史出版社. p. 17
7. ↑   吉林省志：文化艺术志・文学. 吉林人民出版社. p. 64
8. 1 2 3 4   乌拉国简史. 中共永吉县委史办公室. pp. 100-104
9. ↑  ᠰᡠᠸᠠᠨ (Suwan)：蘇完
10. ↑   海西女真史料. 吉林文史出版社. p. 561
11. ↑   乌拉国简史. 中共永吉县委史办公室. p. 9
12. ↑  維基百科「烏拉」には「納林布祿六世孫布顏」とあるが、「納林布祿 (ナリムブル)」はイェヘ国のベイレ。「布顏 (ブヤン)」の祖先は正しくは「納齊布祿 (ナチブル)」。
13. ↑   乌拉国简史. 中共永吉县委史办公室. p. 16
14. ↑  ᡥᡡᡵᡤᠠᠨ (Hūrgan)：扈爾漢、扈爾干。
15. ↑  ᡴᠠᠩᡤᡡᡵᡠ (Kanggūru)：康古嚕
16. ↑  ᠰᡠᡳᡥᠠ (Suiha)：綏哈
17. ↑  ᠰᠣᠯᡤᠣ (Solgo)：索爾果
18. ↑  ᠰᡳᠪᡝ (Sibe)：錫伯
19. ↑   (満文) 『滿洲實錄』. 未詳. "hūrgan(扈爾漢) beile(貝勒) akū(亡せ) oho(て) manggi(後) deo(弟) kanggūru(康古嚕) siraha(後嗣ぎぬ)"
20. 1 2   乌拉国简史. 中共永吉县委史办公室. p. 26
21. ↑   乌拉国简史. 中共永吉县委史办公室. p. 59
22. ↑  ᡶᡠᠯᡥᠠ (Fulha)：富爾哈
23. ↑   乌拉国简史. 中共永吉县委史办公室. p. 39
24. ↑   乌拉国简史. 中共永吉县委史办公室. p. 95
25. ↑   乌拉国简史. 中共永吉县委史办公室. p. 143
26. 1 2 3   乌拉国简史. 中共永吉县委史办公室. p. 99
27. ↑  ᠵᠠᡵᡤᡡᠴᡳ (jargūci)：扎爾固齊　＊裁判の初審を担当する理事官のこと。モンゴル語からの輸入語。
28. ↑  維基百科「烏拉」より引用、典拠不詳。
29. ↑  “【採珠】さいしゆ”. 角川新字源. 角川書店. "水にはいって真珠をとる。〔元稹・採珠行〕"
30. ↑   乌拉国简史. 中共永吉县委史办公室. p. 97
31. ↑   乌拉国简史. 中共永吉县委史办公室. p. 99
32. ↑   乌拉国简史. 中共永吉县委史办公室. pp. 39-41
33. ↑   乌拉国简史. 中共永吉县委史办公室. pp. 41-45
34. ↑   中國歷代戰爭史. 15. 中信出版社. p. 39
35. 1 2   乌拉国简史. 中共永吉县委史办公室. pp. 136-137
36. ↑  “乌拉满族哈拉新探”. 清史研究:  9.